# Henrik Philip Johnsen
Henrik (Hinrich) Philip Johnsen, född 1717 i England eller Tyskland, död 12 februari 1779 i Klara församling, Stockholm, var en svensk tonsättare, cembalist, organist och kapellmästare i Stockholm.

## Biografi
Henrik Philip Johnsen föddes i England eller Tyskland. Han var anställd vid Adolf Fredriks hovkapell och följde med honom till Sverige 1743. Han anställdes 1745 som organist i Klara församling, Stockholm. Johnsen blev 1753 kammarmusikus (klaverist), samt 1763 hovorganist och direktör för franska teatergruppen Franska Comoedien. Han skrev företalet och Bihang, eller Kort Orgwerks-Beskrifning till Abraham Hülphers den yngres Historisk Afhandling om Musik och Instrumenter särdeles om Orgwerks Inrättningen i Allmänhet, jämte Kort Beskrifning öfwer orgwerken i Swerige som gavs ut 1773. Johnsens operor Æglé och Neptunus och Amfitrite uppfördes mellan 1774 och 1775 på teatern. Johnsen avled den 12 februari 1779 i Klara församling, Stockholm av lungsot och begravdes den 19 februari samma år.
Han var Kungliga Musikaliska Akademiens förste bibliotekarie och lärare i musikens teori vid akademien. Johnsen var en av Kungliga Musikaliska Akademiens stiftare 1771, och ledamot nummer. 17, samt även dess arkivarie 1771–1772. Under denna tid var han också lärare i musikteori vid akademiens undervisningsverk. Han blev år 1757 ledamot av Frimurarorden.[källa behövs]

### Familj
Johnsen gifte sig 9 april 1754 i Klara församling med Margareta Charlotta Meijer (1731–1805). Hon var dotter till perukmakaren Christoffer Meijer och Dorotea Sofia Staffenburg.

## Verk

### Instrumentala verk
- Sinfonia nummer 1 F-dur
- Sinfonia nummer 2 i F-dur
- Sinfonia i E-dur (Ouvertyr till operan Neptun och Amphitrite)
- 2 Cembalokonserter i D-dur
- Konsert för två fagotter i F-dur
- Hornkonsert i Ess-dur

### Kammarmusik
- 10 sonater för två violiner basso continuo
  - 1. Sonat i g-moll.
  - 2. Sonat i B-dur.
  - 3. Sonat i e-moll.
  - 4. Sonat i A-dur.
  - 5. Sonat i e-moll.
  - 6. Sonat i G-dur.
  - 7. Sonat i G-dur.
  - 8. Sonat i C-dur.
  - 9. Sonat i A-dur.
  - 10. Sonat i D-dur.
- Sonat i Ess-dur för violin och basso continuo
- Contre-dance för violin i G-dur

### Klaververk
- Six fugues pour les orgues ou le clavecin (första utgåvan trycktes 1770 av A. Amsterdam, och H. J. Hummel)
  - 1. Fuga (c-dur)
  - 2. Fuga (d-dur)
  - 3. Fuga (ess-dur)
  - 4. Fuga (g-dur)
  - 5. Fuga (e-moll)
  - 6. Fuga (c-moll)
- Fuga för orgel eller cembalo (d-moll)
- Sonate pour le clavecin (första utgåvan trycktes 1950 av Nordiska musikförlaget, Stycket är skrivet mellan 1760 och 1770)
  - 1. Allegro assai (a-moll)
  - 2. Adagio (a-moll)
  - 3. Poco presto (a-moll)
- Sei sonate per il cembalo
  - 1. Sonat (h-moll)
  - 2. Sonat (fiss-moll)
  - 3. Sonat (c-moll)
  - 4. Sonat (e-dur)
  - 5. Sonat (e-moll)
  - 6. Sonat (c-dur)
- Murki i C-dur för cembalo
- 5 småstycken för cembalo
  - Andante (d-dur)
  - Vivace (c-dur)
  - Andantino (f-dur)
  - Minuetta (d-dur)
  - Minuetta (c-dur)
- Cembaloskola, tryckt hos Haffner, Nürnberg, cirka 1760.

### Sceniska och tillfälliga verk
- Die verkaufte Braute (opera i 1 akt)
- Neptun och Amphitrite, operabalett i 1 akt.
- Procris och Cephal (opera i två akter av André Grétry, Johnsen och andra arrangerad av Lars Lalin)
- Körer till Händels Acis and Galatea (balett)
- Birger Jarl för soloarier och körer. Tillsammans med Francesco Antonio Uttini.
- Æglé (opera i 1 akt, ingår som del i Birger Jarl)
- Pastoral på Adolf Fredriks födelsedag den 3 maj 1750 (kantat för sopran, tenor, bas, kör och orkester.
- Äreminne till Prins Gustafs 4-åriga födelsedag den 13 januari 1749 (texten finns bevarad)
- Ismene och Ismenias-Ballet Heroique en un Acte (balett i 1 akt, förkommen)

### Kyrkliga verk
- Musique på Juldagen 1749,1750 i St Clara kyrka (förkommen)

- Kyrko-musique på påskdagen 1757  tillägnad "nådige herrskapet De Geer" (uppförd på påskdagen i Lövstabruks kyrka, kantat för sopran, två flöjter, två violiner och basso continuo)
- Sta. Mariae Kyrkans Inwignings Musique (förkommen)
- 7 Koraler (SATB och stråkar)
- Koralbok

### Sånger
- 24 oder af våra bästa poeters arbeten (för sopran och basso continuo)
- Härwid han drog sitt swärd (solosång och basso continuo)
- Wår tid och lycka sig (sång för sopran och orkester)
- Kom aftonstierna snart att båda (sång för sopran och basso continuo,även i version för sopran och stråkar)

### Anonyma verk
- Don Tabarano-intermezzo (Johnsen piktur)
- 3 anonyma arior med Johnsen piktur

a) Du Phoebi älskarinna 
b) Per pieta bell'Idol nell'Artasere
c) Quanto e felici quell'Augeletto